# Miguel Muñoz
Miguel Muñoz Mozún (n. 19 ianuarie 1922, Madrid, Spania – d. 16 iulie 1990, Madrid, Spania) a fost un jucător și antrenor de fotbal spaniol.
Mijlocaș de poziție, el a petrecut majoritatea carierei sale la Real Madrid înainte de a deveni antrenor la club, unde el este considerat unul din cei mai de succes antrenori din istoria sa, cu care a câștigat de două ori Cupa Campionilor Europeni și a obținut nouă titluri în La Liga.
Mai târziu Muñoz avea să fie timp de șase ani antrenor principal al naționalei Spaniei, conducând-o până în finala Euro 1984.

## Palmares

### Ca jucător
Real Madrid
- Cupa Campionilor Europeni: 1955–56, 1956–57, 1957–58
- La Liga: 1953–54, 1954–55, 1956–57, 1957–58
- Copa Latina: 1955, 1957

### Ca antrenor
Real Madrid
- Cupa Campionilor Europeni: 1959–60, 1965–66
- Cupa Intercontinentală: 1960
- Cupa Cupelor UEFA:

Finalist: 1970–71
- La Liga: 1960–61, 1961–62, 1962–63, 1963–64, 1964–65, 1966–67, 1967–68, 1968–69, 1971–72
- Copa del Rey: 1961–62, 1969–70, 1973–74

Spania
- Campionatul European de Fotbal:

Finalist: 1984

## Decesul
Miguel Muñoz a decedat la Madrid, la vârsta de 68 de ani, din cauza unei sângerări de varice esofagiene.

## Legături externe
- BDFutbol player profile
- BDFutbol coach profile
- National team player data Arhivat în 4 februarie 2012, la Wayback Machine. es
- National team coach data Arhivat în 22 decembrie 2009, la Wayback Machine. es
- Miguel Muñoz pe site-ul National-Football-Teams.com
- Real Madrid biography es
- Celta de Vigo biography es